# 자르데우 니바우두 비에이라
자르데우 니바우두 비에이라(Jardel Nivaldo Vieira, 1986년 3월 29일 플로리아노폴리스 ~ )는 브라질의 축구 선수로, 포지션은 중앙 수비수이다.